# 康宁街站 (郑州)
康宁街站是郑州地铁5号线的地铁车站，位于中华人民共和国河南省郑州市郑东新区（行政区划属管城回族区）商都路街道心怡路与康宁街交叉口南侧，于2019年5月20日随郑州地铁5号线开通运营而启用。

## 车站结构
康宁街站的主体结构位于心怡路地下，呈南北走向，为地下二层车站。其中B1層為站廳層，B2層為站台層。
| 1F  | 地面     | 所有出入口                                               |
| B1F | 站厅     | 客服中心、自动售票机、行李检查、闸机、车站控制室、警务室 |
| B2F | █ 5号线  | 外环方向（郑州东站）                                     |
| B2F | 岛式站台 | 至站厅                                                   |
| B2F | █ 5号线  | 内环方向（省骨科医院）                                   |

### 站厅
康宁街站的站厅位于B1层，设有客服中心、自动售票机、行李检查等设施。站厅由闸机和栏杆分隔为付费区和非付费区，付费区内设有自动扶梯、步梯和无障碍电梯连接站台层。在站厅非付费区近E口通道处设有卫生间和母婴室。

### 站台
康宁街站设一座岛式站台，位于B2层，安装有高站台门。站台呈南北向，东侧站台面由5号线外环方向的列车使用，西侧站台面由5号线内环方向的列车使用。

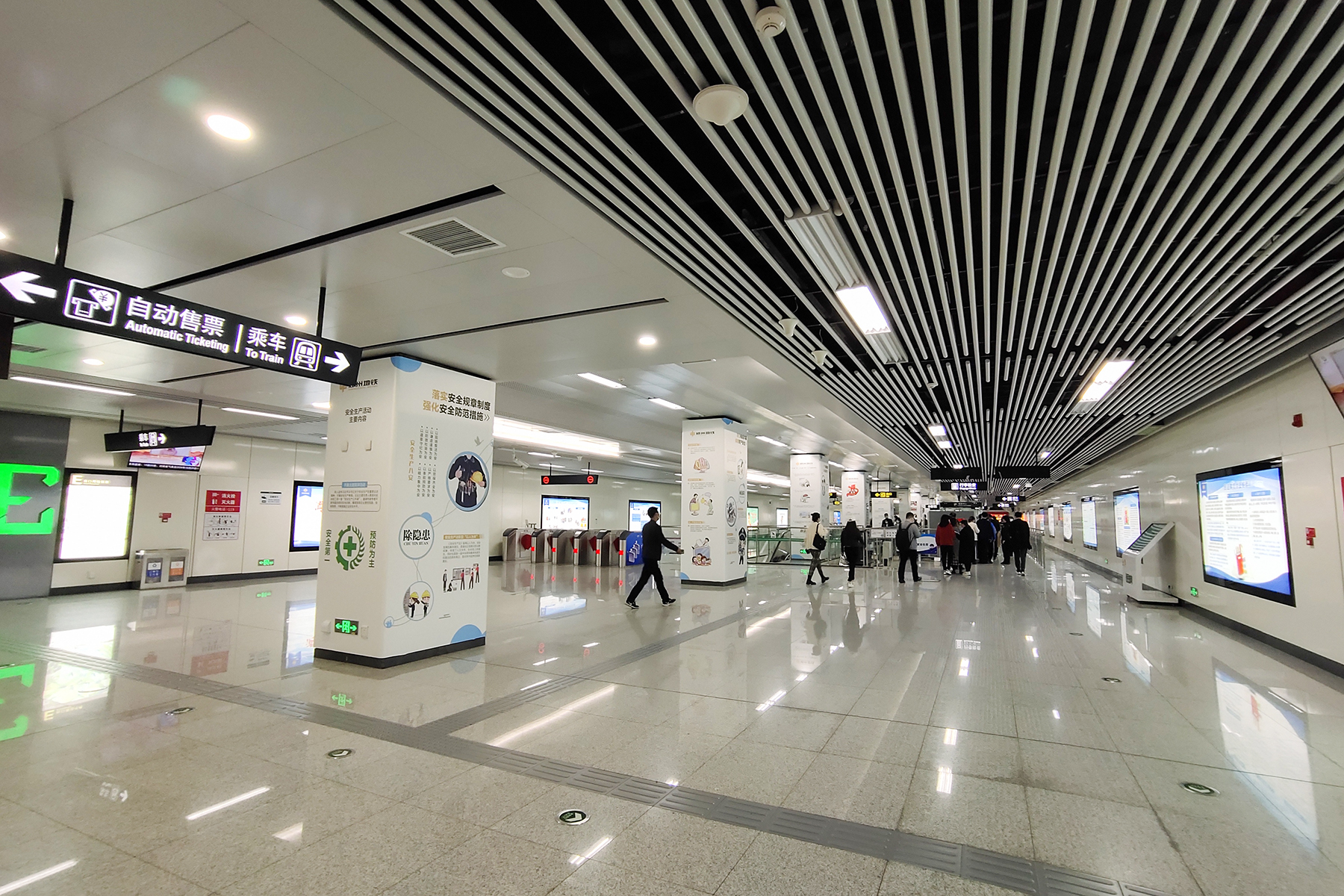
站厅
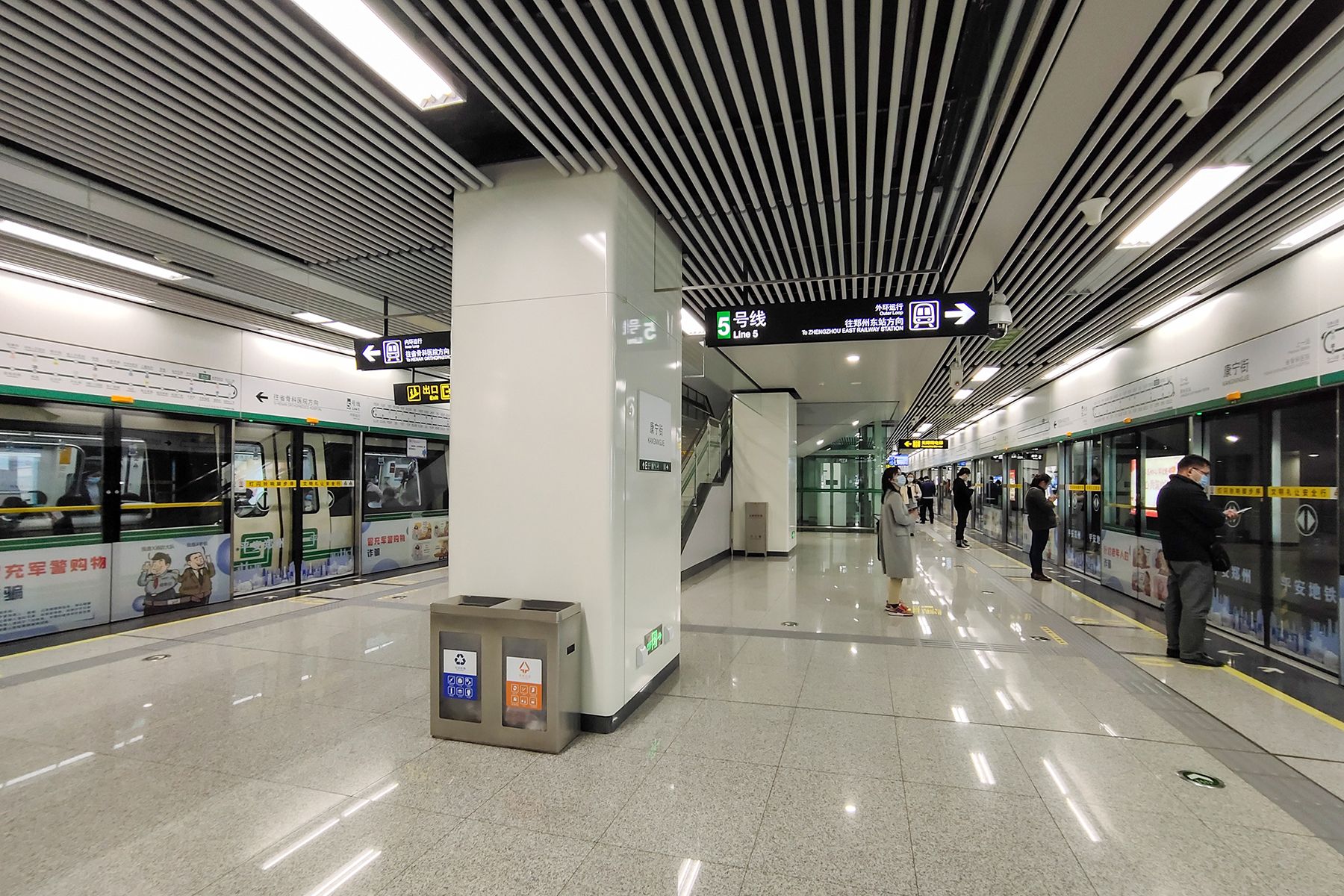
站台

### 出入口
康宁街站目前开通C、D、E三个出入口，连接地面和站厅非付费区。其中C口和D口位于心怡路西侧，E口位于心怡路与康宁街交叉路口的东南角。无障碍电梯设于E口。
该站各出入口信息如下表所示。
| 心怡路康宁街 | 心怡路康宁街   | 心怡路康宁街 | 心怡路康宁街 | 心怡路康宁街 |
| 编号         | 路线           | 路线         | 路线         | 备注         |
| ------------ | -------------- | ------------ | ------------ | ------------ |
| 14           | 堤刘公交站     | ⇆            | 郑州东站     |              |
| 165          | 环翠路公交站   | ⇆            | 郑州东站     |              |
| B501         | 航海东路公交站 | ⇆            | 郑州东站     |              |
| S169         | 郑州东站       | ⇆            | 银莺路航海路 |              |

| 康宁街心怡路 | 康宁街心怡路   | 康宁街心怡路 | 康宁街心怡路 | 康宁街心怡路 |
| 编号         | 路线           | 路线         | 路线         | 备注         |
| ------------ | -------------- | ------------ | ------------ | ------------ |
| 158          | 郑州东站东广场 | ⇆            | 红旗路经一路 | B2路支线     |
| S215         | 东四环汉风路   | ⇆            | 康宁街心怡路 |              |

## 争议
有市民认为康宁街站C口和D口扶梯都是上行，下行只有楼梯，电梯出口又远在E口，有需要人士进入地铁站不方便。

## 周边主要地点
康宁街站周边以商务区和居民区为主，主要地点包括：
- 海邻茂购物中心
- 郑东新区普惠路小学
- 基运投资大厦
- 亚新广场
- 郑州地铁集团
- 海马壹号公馆
- 海马公园